# Euryops asparagoides
Euryops asparagoides là một loài thực vật có hoa trong họ Cúc. Loài này được (Licht. ex Less.) DC. mô tả khoa học đầu tiên năm 1838.